# Francisco Rafael Arellano Félix
Francisco Rafael Arellano Félix (Culiacán, Sinaloa, 24 de octubre de 1949-Los Cabos, Baja California Sur, 18 de octubre de 2013) fue un narcotraficante mexicano que junto a sus hermanos fundó y dirigió el Cártel de Tijuana, una organización criminal dedicada al narcotráfico.

## Biografía
Francisco Rafael Arellano Félix nació el 24 de octubre de 1949 en Culiacán, Sinaloa. Fue el primero de los seis hermanos Arellano Félix: Francisco Rafael, Benjamín, Carlos, Eduardo, Ramón y Francisco Javier. También tiene una hermana, Enedina Arellano Félix, de quién se dice es la actual líder de la organización.
Francisco Rafael se unió al Cártel de Tijuana en 1989 tras el arresto de Miguel Ángel Félix Gallardo, uno de los narcotraficantes más destacados de México durante la década de 1980. Cuando Arellano Félix tomó el control de la organización a principios de la década de 1990, las tensiones con el rival Cártel de Sinaloa provocaron ataques violentos y asesinatos desde ambos frentes.

## Arresto y cargos criminales
Rafael fue detenido el 4 de diciembre de 1993 en Tijuana, Baja California, y encarcelado en el Centro Federal de Readaptación Social n.º 1, un penal de máxima seguridad en Almoloya de Juárez, Estado de México. En 2006, fue extraditado a Estados Unidos pendiente de cargos por tráfico de drogas en un tribunal del distrito federal de California. Fue liberado de prisión dos años después y deportado de regreso a México.

## Muerte
Mientras celebraba su cumpleaños número 64 en Los Cabos, Baja California Sur, el 18 de octubre de 2013, un hombre vestido de payaso lo asesinó a tiros en plena celebración. En un inicio, no sé sabía quién y porqué se ordenó el ataque, pero meses después, en enero de 2014 la Procuraduría General de la República (PGR) afirmó que el presunto autor intelectual del asesinato fue posiblemente José Rodrigo Aréchiga Gamboa más conocido como "El Chino Ántrax", líder de Los Ántrax, un brazo armado del Cártel de Sinaloa.

## En la cultura popular
En Narcos: México, Francisco Rafael Arellano Félix es interpretado por el actor mexicano Francisco Barreiro.